# 新聲雜誌
新聲雜誌又稱新聲，是中華民國大陸時期的一本小说雜誌，1921年1月1日创刊于上海，1922年1月25日停刊。共出10期，由施济群创办并主编，上海新声杂志社出版。该刊内容分思潮、名著、美术、谈荟、谐铎、戏言、花语、丛话、说海、余兴等栏。